# 737년

## 연호
- 당(唐) 개원(開元) 25년
- 발해(渤海) 인안(仁安) 19년 / 대흥(大興) 원년
- 일본(日本) 덴표(天平) 9년

## 기년
- 당(唐) 현종(玄宗) 26년
- 신라(新羅) 성덕왕(聖德王) 36년 / 효성왕(孝成王) 원년
- 발해(渤海) 무왕(武王) 19년 / 문왕(文王) 원년

## 사건
- 신라, 성덕왕 세상을 떠나고 장남 승경이 효성왕으로 왕의 자리에 오름.
- 발해, 무왕이 세상을 떠나고 아들 대흠무가 문왕으로 왕의 자리에 오르다. 연호는 대흥(大興)이라 함.

## 탄생
- 일본 50대 천황 간무
- 발해의 공주 정혜공주

## 사망
- 발해(渤海)의 2대 태왕(太王) 무왕 대무예(武王 大武藝)
- 신라 제33대 국왕 성덕왕